# Alina Dandara
Alina Dandara (n. 22 aprilie 1993) este o specialistă în bănci și finanțe din Republica Moldova, deputat în legislatura 2021-2025 a Parlamentului Republicii Moldova, reprezentantă a Partidului Acțiune și Solidaritate (PAS).

## Biografie
Alina Dandara a făcut studii superioare de licență la Universitatea de Stat din Moldova în domeniul bănci și finanțe și deține o diplomă de master în gestiunea financiară și contabilitatea afacerii.
S-a angajat în câmpul muncii în 2014, la o companie de asigurări. În 2015-2021 a lucrat la o companie conectată la Andrei Spînu. De asemenea, în 2015-2017 a administrat o altă afacere, în care Spînu deținea o cotă parte de 67%.

### Activitate politică
Este membră a PAS și a fost numită vicepreședinta PAS Youth (PAS Tineret) în 2017.
A candidat cu numărul 75 pe lista Partidului Acțiune și Solidaritate la alegerile parlamentare din 2021. PAS a obținut 63 de mandate, astfel încât Dandara nu a acces imediat în Parlament, ci mai târziu, în ianuarie 2023, înlocuindu-l pe colegul său de partid Adrian Băluțel⁠(d). În perioada dintre alegeri și validarea mandatului de deputat, a fost consilieră a președintelui fracțiunii parlamentare PAS, Mihai Popșoi.